# Aerco FD-68
Aerco FD-68 je řadič disketových jednotek pro počítače Timex Sinclair 2068 vyvinutý společností Aerco. K řadiči je možné připojit až čtyři disketové jednotky 5,25" nebo 3,5". Protože řadič ke svojí činnosti využívá RAM rezidentní kód počítačů TS2068, který se nenachází u počítačů Sinclair ZX Spectrum, není možné řadič u počítačů Sinclair ZX Spectrum použít.

## Popis řadiče
Základem řadiče je integrovaný obvod WD1797. Řadič obsahuje 64 KiB paměti RAM stránkované jako DOCK RAM. Tuto paměť je možné rozšířit dvěma způsoby na 256 KiB. Jednodušší způsob vyžaduje doplnění menšího množství elektroniky, ale přináší omezení na možnost připojení pouze dvou disketových mechanik, složitější způsob zachovává možnost připojení čtyř disketových mechanik. Obě varianty využívají pro ovládání rozšířené paměti různé porty procesoru Z80, takže jsou vzájemně nekompatibilní.
Řadič není možné používat společně s A&J Microdrive, protože obě zařízení jsou vybírána bitem 5 adresové sběrnice. Aerco ale nabízelo možnost upravit desku řadiče tak, aby řadič FD-68 byl vybírán bitem 4.
Pro počítače Timex Sinclair 1000 a Timex Sinclair 1500 byl vyráběn podobný řadič Aerco FD-ZX, ovšem bez přídavné paměti RAM.

## Ovládání řadiče
Řadič je přístupný pomocí příkazů Basicu. Kromě toho byl pro řadič FD-68 k dispozici operační systém RP/M, což je varianta systému CP/M 2.2. Systém RP/M očekává, že mechaniky A: a B: jsou 40stopé a mechaniky C: a D: jsou 80stopé. Mechaniky A: a B: jsou navíc přístupné jako mechaniky E: a F:, ovšem v tomto případě jsou v mechanikách očekávány diskety ve formátu Marrow MD3. Řadič je možné provozovat také jako Larken Disk System a to i společně s originálním Larken Disk Systemem. Ovládání řadiče bylo zahrnuto i do jiných DOSů, jako SPEC-DOS, TX-DOS a DOS-64. Pro FD-68 byla také vytvořena verze LKDOSu, operačního systému původně vzniklého pro Larken Disk System. Při využití řadiče s jeho původním systémem, kátridží LKDOSu a systému OS-64 získá počítač, ke kterému je disketový řadič připojen, možnost pracovat v režimu Timex s LKDOSem, v režimu Spectrum s LKDOSem, v režimu Timex s Aercem, v režimu OS-64 a v režimu RP/M.

### Používané příkazy
Hlavní příkazy pro ovládání řadiče jsou:
- FORMAT "" – formátování diskety,
- MOVE "jméno.ext" – uložení souboru na disketu,
  - MOVE "jméno.ext", n
  - MOVE "jméno.ext",zacatek,delka – uložení obsahu části paměti,
- CAT "jméno.ext" – nahrání souboru z diskety do paměti počítače,
- CAT "" – katalog diskety,
- ERASE "jméno.ext" – smazání souboru.

Přípona názvu souboru (.ext) může být:
- .ARO – obsah jedné stránky paměti DOCK,
- .BAS – program v Basicu,
- .BIN – program ve strojovém kódu či jakákoliv jiná část obsahu paměti,
- .BUT – program spouštěný automaticky při spuštění počítače,
- .CHR – textové pole,
- .DAT – číselné pole,
- .LRO – LROS program,
- .SCR – obsah videopaměti (obrázek).

### SPEC-DOS a TX-DOS
Řadič lze ovládat i prostřednictvím SPEC-DOSu a TX-DOSu. S jejich použitím je možné navíc používat příkazy:
- CAT "@" - plný katalog obsahující počáteční adresu nebo číslo startovacího řádku, celkovou délku a u programů v BASICu i délku vlastního basicového programu,
- CAT "#" - katalog diskety s počátkem, délkou a datovou značkou,
- CAT ".ext" - katalog souborů pouze vybraného typu,
- MOVE "cílový disk:=zdrojový disk:název souboru.ext" - kopírování souborů,
- MOVE "nový název bez ext=původní název.ext" - přejmenování souboru,
- CAT "název.BIN",adresa, počet bajtů - nahrání pouze části souboru s obsahem části paměti,
- NEW 31, NEW 63, NEW 95 - nastavení možného počtu souboru v adresáři.

Zadání aktuálního data pro ukládání datových značek po inicializaci SPEC-DOSu a TX-DOSu. U SPEC-DOSu je možné zadat nebo změnit aktuální datum pro zadání příkazu NEW 8.
SPEC-DOS neumožňuje práci se soubory .BUT, .ARO a .LRO. TX-DOS neumožňuje pracovat se soubory .BUT a .LRO. Soubory .ARO je možné pouze načíst a spustit, ale není možné je uložit na disketu.
SPEC-DOS navíc přidává příkazy pro přepínání grafických režimů počítače pomocí příkazů NEW 1, NEW 2, NEW 3 a NEW 255. K inicializaci SPEC-DOSu a TX-DOSu je nutné použí příkaz RANDOMIZE USR 49152.

### Ovládání řadiče ze strojového kódu
Pro přístup k ROM diskového řadiče je nejprve nutné přistránkovat místo ROM počítače, tedy do oblastí paměti 0 a 1, ROM a RAM diskového řadiče. Následně je pak možné volat služby z ROM na adresách (šestnáctkově, adresy platí pro ROM od revize 8.8 po revizi 8.9):
- 3542 - aktivace mechaniky A,
- 3547 - aktivace mechaniky B,
- 354C - aktivace mechaniky C,
- 3551 - aktivace mechaniky D,
- 3556 - načtení sektoru - v registrech jsou očekávány parametry:
  - B - číslo stopy,
  - C - číslo sektoru,
  - HL - adresa, na kterou se sektor uloží,
- 3568 - zápis sektoru - je nutné nastavit hodnoty v registrech obdobně jako pro operaci čtení,
- 3582 - deaktivace mechaniky A.

Pro nastavení strany diskety je nutné na adresu 16363 (šestnáctkově 3FEB) v RAM disketového řadiče zapsat hodnotu 0 pro výběr strany 1 nebo hodnotu 1 pro výběr strany 2.

## Historie
Verze EPROM .87 neobsahovala podporu pro textová pole (.CHR) a číselná pole (.DAT).
Systém nebyl nikdy plně dokončen, neobjevily se v něm funkce pro ukládání a nahrávání textových a číslených polí a další funkce, které měly konkureční Larken Disk System a Oliger 2068 Floppy Disk Interface. Okolo roku 1989 už většina uživatelů Aerco FD-68 opustila a místo něho si pořídila Larken Disk System. U Aerca zůstala pouze skupina uživatelů využívajících operační systém CP/M.

## Technické informace
- kapacita diskety: 400 KiB (oboustranná disketa s dvojitou hustotou záznamu),
- ROM: 8 KiB,
- RAM: 64 KiB, rozšiřitelná na 256 KiB,
- plně průchozí systémový konektor pro připojení dalších periférií,[5]
- volitelně paralelní port nebo dva porty RS-232,[12]
- RGB výstup.